# 1687 Гларона
1687 Гларона (1687 Glarona) — астероїд головного поясу, відкритий 19 вересня 1965 року.
Тіссеранів параметр щодо Юпітера — 3,180.